# Тепляков, Дмитрий Антонович
Дми́трий Анто́нович Тепляко́в (20 апреля 1907, Пески, Воронежская губерния — 3 мая 1945, Чехия) — командир батареи 251-го гвардейского самоходного артиллерийского полка, (2-го гвардейского механизированного корпуса, 2-го Украинского фронта), гвардии капитан. Герой Советского Союза.

## Биография
Родился 7 апреля 1907 года в селе Пески (ныне — Поворинского района Воронежской области). Окончил начальную школу "МКОУ Песковская ООШ №2 им. Д. А. Теплякова". В 1929—1931 годах проходил службу в армии. Окончил партийную школу, работал в райкоме партии, затем заведующим райсобесом. Вновь в армии с августа 1941 года.
Участник Великой Отечественной войны с августа 1941 года. Особо отличился в должности командира батареи самоходно-артиллерийских установок 251-го гвардейского самоходного артиллерийского полка при освобождении Венгрии и Чехословакии.
Во время боёв за Будапешт батарея под его командованием в течение 18 дней удерживала рубеж обороны в районе Шаришап. Артиллеристам приходилось ежедневно отбивать многочисленные контратаки превосходящих сил противника. 3 мая 1945 года в бою у деревни Павин в районе города Брно его батарея приняла неравный бой с 8 тяжёлыми танками противника, которые пытались смять боевые порядки нашей пехоты. Будучи тяжело раненым, истекая кровью, командир батареи не покинул поле боя. Продолжая сражаться, он уничтожил 4 танка, сорвав контратаку противника. Остальные танки противника не выдержали боя и повернули назад. Прямым попаданием снаряда в машину гвардии капитан Д. А. Тепляков был убит.
За период боёв с октября 1944 года до мая 1945 года гвардии капитан Д. А. Тепляков огнём своей батареи уничтожил 11 танков, 13 самоходных и 14 полевых орудий, 7 шестиствольных миномётов, 9 бронетранспортёров и до батальона пехоты противника.
За мужество, отвагу и героизм Указом Президиума Верховного Совета СССР от 15 мая 1946 года гвардии капитану Теплякову Дмитрию Антоновичу присвоено звание Героя Советского Союза.
Награждён орденами Ленина, Отечественной войны 2-й степени, Красной Звезды.
Похоронен на воинском кладбище в городе Брно.

## Память
- Приказом министра обороны СССР от 18 августа 1960 года Д. А. Тепляков навечно зачислен в списки гвардейского танкового полка.
- В родном селе и в городе Поворино Герою установлены памятники.
- Улица и школа в селе Пески носит его имя.